# Nejdek
Nejdek  (deutsch Neudek) ist eine Stadt im Okres Karlovy Vary in Tschechien.

## Geographie

### Lage
Die Stadt liegt im böhmischen Teil des Erzgebirges im Tal der Rolava (Rohlau), eines linken Nebenflusses der Ohře (Eger). Nördlich über der Stadt erhebt sich der Bergrücken des turmgekrönten, 974 m hohen Tisovský vrch (Peindlberg). Die Stadt befindet sich an der alten Handels- und Passstraße von Leipzig nach Karlovy Vary (Karlsbad), die zwischen Oberwildenthal und Jelení (Hirschenstand) über die Grenze nach Böhmen führte. Heute wird sie als Wandergrenzübergang genutzt.

### Stadtgliederung
Die Stadt besteht aus den Ortsteilen Bernov (Bernau), Fojtov (Voigtsgrün), Lesík (Mühlberg), Lužec (Kammersgrün), Nejdek (Neudek), Oldřichov (Ullersloh), Pozorka (Gibacht), Suchá (Thierbach), Tisová (Eibenberg) und Vysoká Štola (Hohenstollen), die zugleich auch Katastralbezirke bilden. Grundsiedlungseinheiten sind Bernov, Fojtov, Kraslická, Lesík, Letná, Lužec, Nejdek-sídliště, Nejdek-střed, Nová Suchá (Neuthierbach), Nový Fojtov (Neuvoigtsgrün), Oldřichov (Ullersloh), Pozorka, Průmyslový obvod, Stará Suchá (Altthierbach), Tisová, U Rolavy, Východní Předměstí und Vysoká Štola.

### Nachbarorte
| Vysoká Pec (Hochofen bei Neudek)                       | Nové Hamry (Neuhammer bei Karlsbad)                                   | Pernink (Bärringen)                                 |
| Šindelová (Schindlwald)                                | Kompassrose, die auf Nachbargemeinden zeigt                           | Merklín (Merkelsgrün)                               |
| Černava (Schwarzenbach), Jindřichovice (Heinrichsgrün) | Božičany (Poschetzau), Nová Role (Neu Rohlau), Smolné Pece (Pechöfen) | Děpoltovice (Tüppelsgrün), Hroznětín (Lichtenstadt) |

## Geschichte

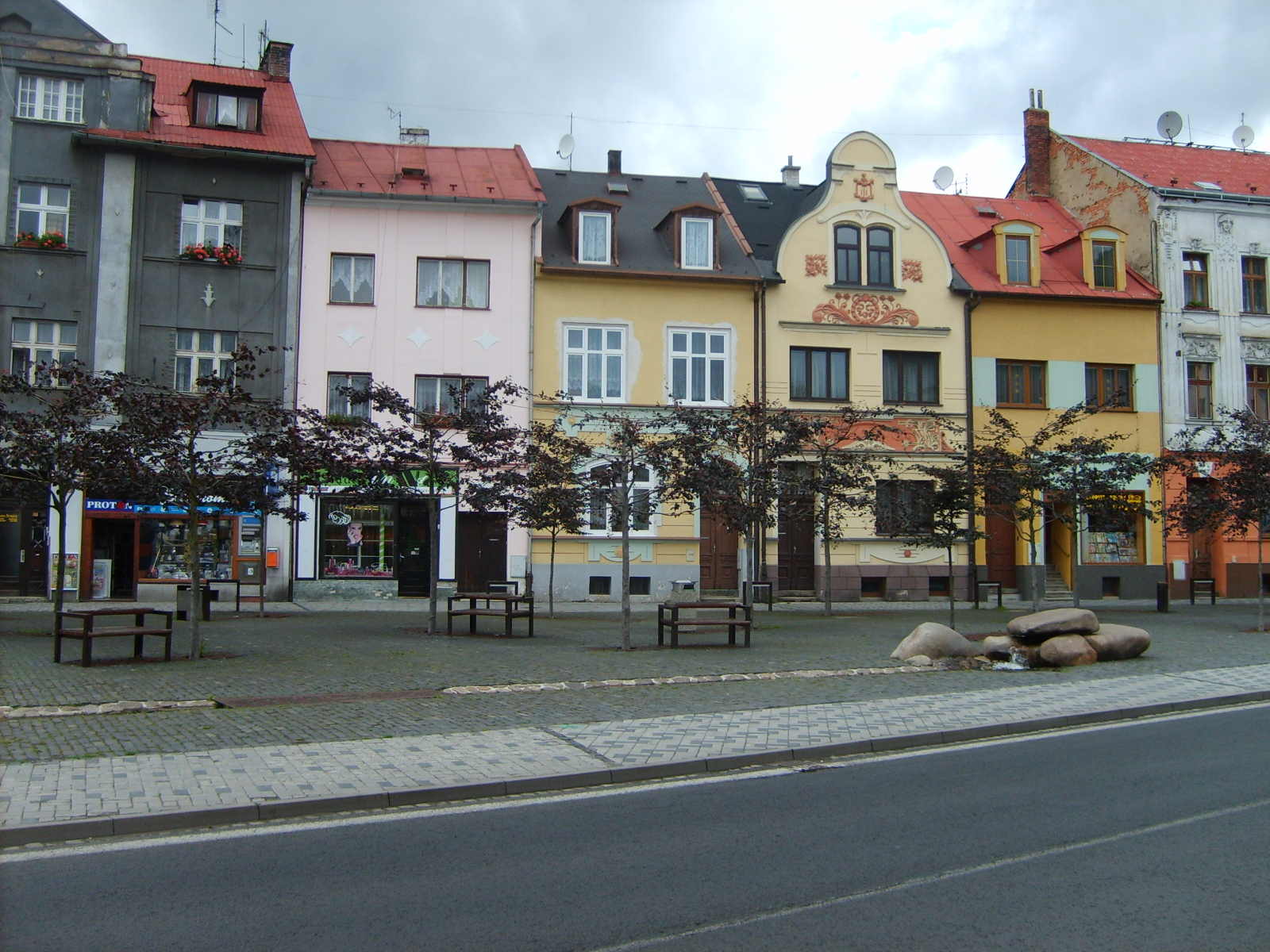
Straßenzug in der Altstadt mit einem aus einem Stapel Findlinge gestalteten künstlichen Brunnen

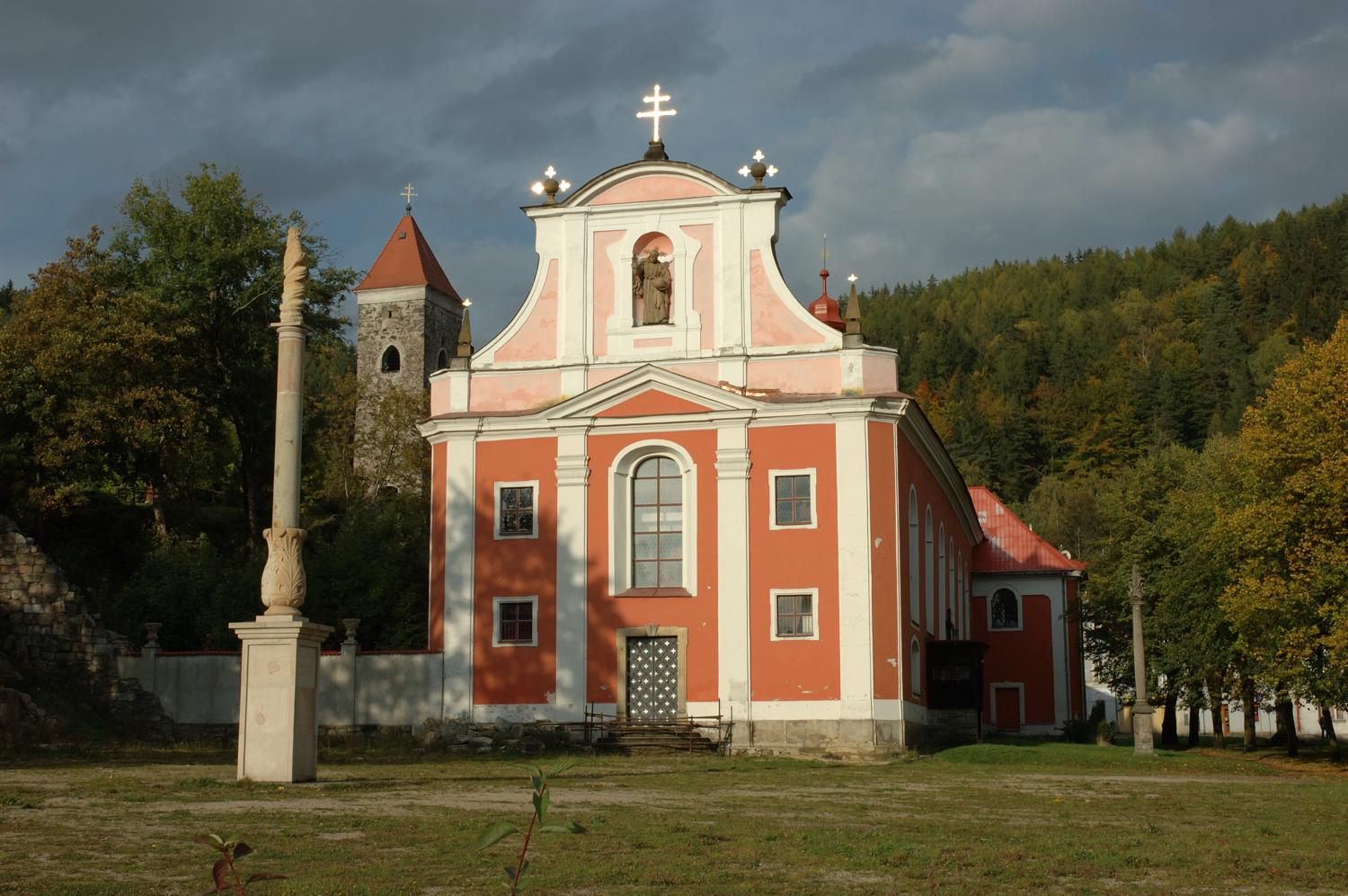
Katholische Stadtkirche Neudek

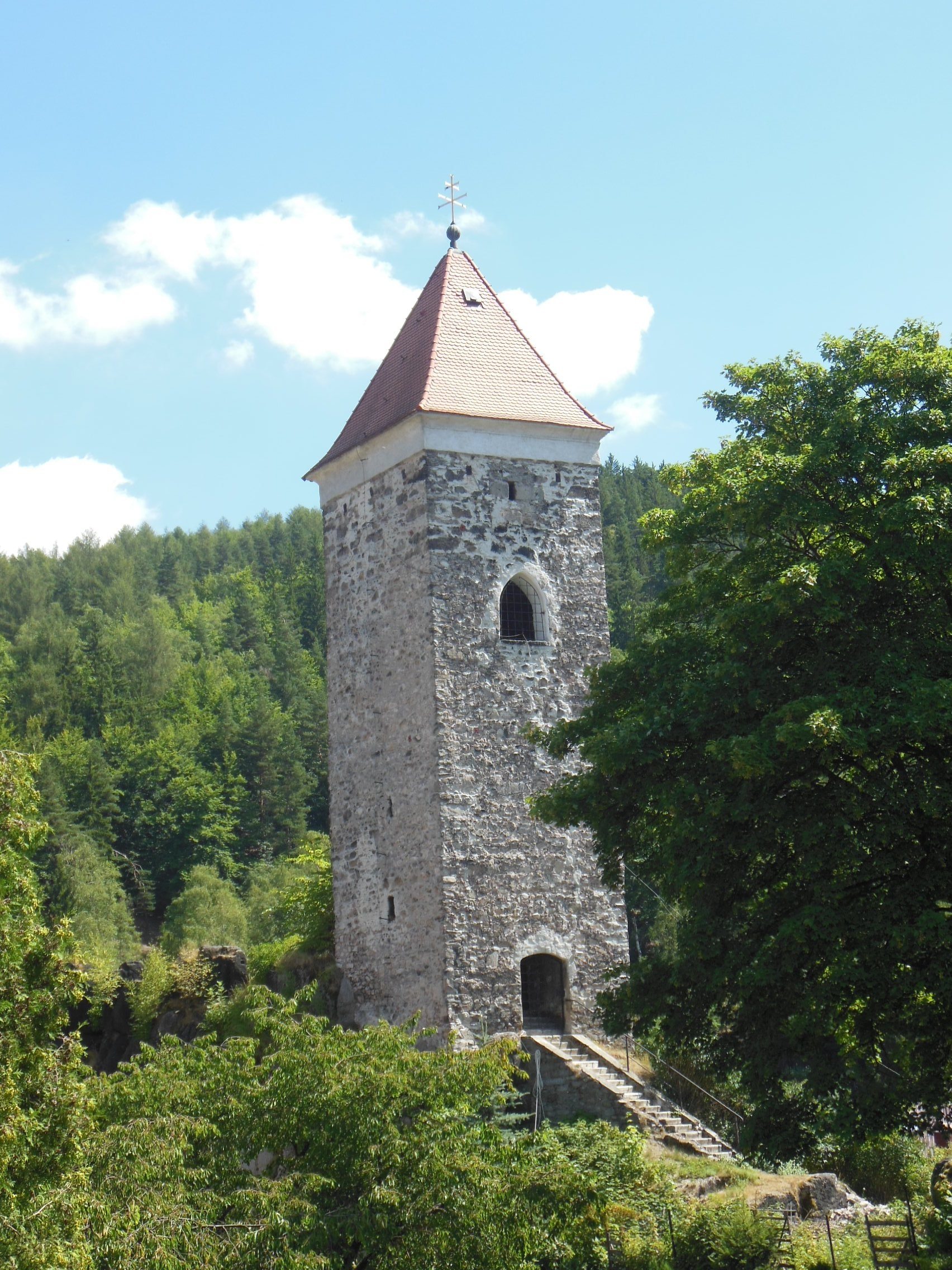
Wartturm der Ruine Burg Neudek

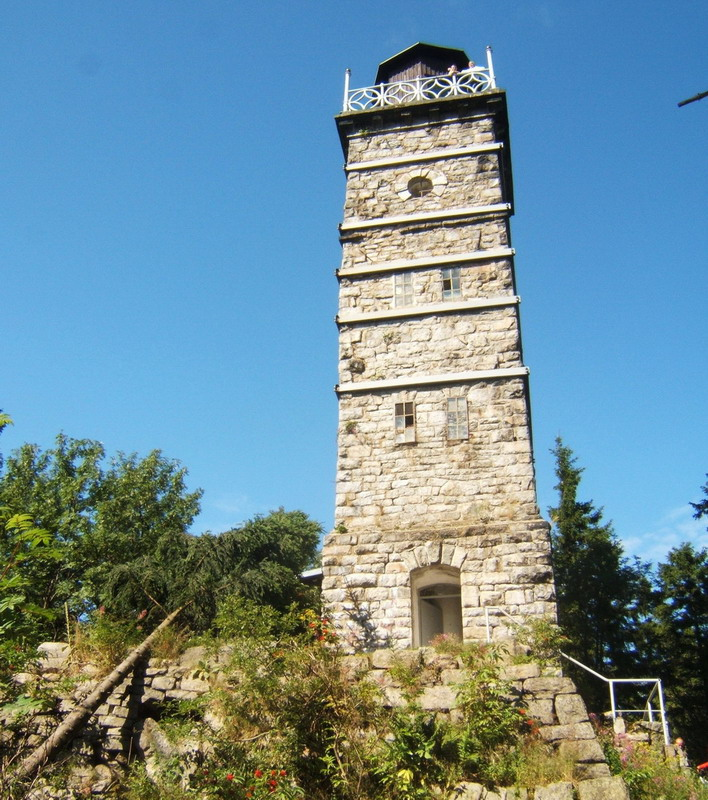
Peindlberg-Aussichtsturm

Neudek gilt als älteste Bergstadt des Westerzgebirges und entstand vermutlich durch Zinnseifner aus Oberfranken, die sich gegen Ende des 13. Jahrhunderts unterhalb der Burg Neudek niederließen, die wohl der Ritter Konrad Plick von Plickenstein erbaute, der somit auch als Gründer des Ortes anzusehen ist. Die Bergleute waren dem Verlauf des Flusses Rohlau gefolgt in das Gebiet vorgedrungen. Die neuen Siedler stießen hier auf umfangreiche Zinnvorkommen. 
Erstmals erwähnt wurde Neudek im Jahre 1340 in einer Urkunde, mit der Konrads Sohn, der Ritter Peter Plick, den gesamten Lehensbesitz vom Stift Tepl erwarb, wodurch er über die wesentlichen Zinnfundstätten im Umland verfügte. Im Laufe des 14. Jahrhunderts wurde hier neben dem Seifenbergbau auch festes Gestein gefunden. 1310 verkauften die Plick die Herrschaft Neudek an den Egerer Patrizier Hans Forster. Er erwarb außer der Burg und allen Zugehörungen auch das Städtlein darunter. Außerdem ist ein Eisenhammer gekant, der auf den Eisenerzbergbau schließen lässt. Bereits ein Jahr später 1313 belehnte König Johann von Böhmen Johann Malersik mit Neudek. 1419 erhielten es die Brüder Nikolaus und Hans Frasen von König Wenzel.  
1444 gelangte die Herrschaft Neudek an Graf Mathias Schlik, die bis Ende des 16. Jahrhunderts bei seinen Erben verblieb. Die Grafen Schlik verliehen Neudek ein eigenes Stadtwappen, förderten den Bergbau und verhalfen dem Ort zur Blüte. 1454 wurde eine Zinnschmelze errichtet. Im Jahre 1494 ist erstmals urkundlich das Neudeker Waldzinnrecht erwähnt, ein Vorläufer der späteren Bergordnung die den Zinnseifenbergbau in der Herrschaft Neudek regelte. 1545 erhielt das Revier ein eigenes Bergamt mit Bergmeister. 
1602 veräußerte Graf Stephan Schlick Neudek an seinen Vetter Friedrich Colonna Freiherr von Fels. Im gleichen Jahr erhielt der Ort amtlich städtische Privilegien. 1613 und 1626 wütete die Pest. 1618 bestätigte Anna Barbara von Fels die Privilegien. Am 22. Juli 1626 erfolgte formell die Wiedereinführung des katholischen Gottesdienstes. Alle Lutheraner mussten das Land verlassen. Neudek wurde vom Landesherrn konfisziert. Durch den Dreißigjährigen Krieg kam der Bergbau weitgehend zum Erliegen. 1633 gelangte die Herrschaft an den Grafen Hermann Czernin von Chudenitz, der dafür für 73.000 Schock Meißner Groschen bezahlte. 1634 wurde die Stadt von den Schweden ausgeplündert und der Hauptmann Georg Putz gefangen genommen. Die Einwohner flohen größtenteils in die Wälder. 1639 befanden sich elf Regimenter der Kaiserliche Armee im Anmarsch auf Neudek. Mit dem Westfälischer Fried kehrte 1648 der Frieden ein.
Bereits seit dem 15. Jahrhundert besaß die Stadt eine Metzger-, Leinweber- und Weißgerberzunft, welche durch den Grafen Czernin im Jahre 1646 neu bestätigt und mit Privilegien ausgestattet wurde. 1667 wurde das Bürgerspital erbaut. Nach dem Niedergang des Bergbaus im 17. Jahrhundert verdiente die Bevölkerung ihren Lebensunterhalt vor allem durch Heimarbeit. Größte Bedeutung spielten dabei die Knopfmacherei, Weberei und Spitzenklöppelei.
An dem Bauernaufstand von 1680 hatte sich auch die Neudeker Bevölkerung beteiligt. Trotz einer Ermahnung des Grafen Humprecht Johann Czernin widersetzten sich die Aufständischen dem Militär, zogen sich bewaffnet in das Gebirge zurück oder flohen über die Grenze nach Sachsen. Nach der Niederschlagung wurden die Rädelsführer, die Bauern Schmal aus Drahowitz und Heine aus Fischern von dem Kaiserlichen General Christoph Wilhelm Harant aufgegriffen, nach Neudek geschleppt und auf dem Galgenberg hingerichtet. Weitere erhielten die Todesstrafe, die jedoch nicht vollstreckt, sondern in Zwangsarbeit umgewandelt wurde. Mit dem Kaiserlichen Dekret vom 7. April 1680 hatte Neudek bis auf weiteres alle städtischen Privilegien und die Einwohner ihren Bürgerstand verloren.
Graf Humprecht Johann Czernin führte in der zweiten Hälfte des 17. Jahrhunderts die Blecherzeugung in Neudek ein. Oberhalb von Neudek waren mehrere Stabhämmer in Betrieb, unterhalb lag ein Blechhammerwerk. 1680 war es das nach dem Grafen benannte Humbrechts Blechhammerwerk. Die in den Stabhämmern erzeugten Eisenstäbe wurden in Wägen hinunter zu dem Blechhammer transportiert. Es bildete auch das Material für die obere, mittlere und untere Drahtmühle, letztere lag auf Neudeker Fluren an Stelle der späteren Papierfabrik. Zudem ließ Graf Czernin ein neues herrschaftliches Schloss erbauen und eine Schlossgasse anlegen. Die neue Ansiedlung trug den Namen Humprechtsfeld.
Das letzte Todesurteil wegen Raub und Grabschändung erhielt 1708 der Mesner Maximilian Danhammer. 1710 standen in Neudek 156 Häuser. 1715 wurde auf dem Marktplatz eine Dreifaltigkeitssäule bzw. Pestsäule aufgestellt. 1719 kam eine Mariensäule hinzu. 1721 brannte das Rathaus. Die Grafen Czernin traten 1734 aus finanziellen Gründen Neudek, Gießhübel und Engelhaus an den Grafen Adam von Hartig ab. Im Siebenjährigen Krieg fielen die Preußen in das Gebiet ein. 1761 wurde das neue Spital erbaut.
Die große Hungersnot und Pestepidemie in den Jahren 1771 bis 1772 fielen im Pfarrsprengel etwa 1300 Menschen zum Opfer. Der Friedhof konnte die Toten nicht mehr aufnehmen. Aus Platzmangel wurden die Verstorbenen hinter den Häusern vergraben oder die namenlosen Toten ohne Nachricht auf den Gottesacker abgestellt. Laut einem Aktenstück, das dem Kaiser 1771 in Wien übergeben wurde, mangelte es in der Herrschaft Neudek wie auch anderenorts im Elbogener Kreis an Getreide. Ein Teil der Bevölkerung lebte vom Spitzenklöppeln, die anderen von Betteln. Die Gebirgsbewohner pflegten im Sommer in den kursächsischen Wäldern Holz zu fällen, während deren Frauen und Kinder zu Hause Spitzen klöppelten. Der Verdienst reichte nicht für das tägliche Brot. Erwachsene und Kinder aßen auf den Wiesen Gras wie Vieh, oder nahmen abgebrühtes Heu zu sich. 1772 spendete die böhmische Königin Maria Theresia den Bedürftigen 400 fl. Die Einführung der Kartoffel konnte die Situation etwas verbessern.
1781 schaffte Kaiser Joseph II. die Leibeigenschaft ab. Die Berggerichtsbarkeit wurde aufgehoben und Neudek St. Joachimsthal unterstellt. 1786 machte Johann Wolfgang von Goethe auf der Durchreise nach Karlsbad in Neudek halt. Auf der Rückreise malte er den Turmfelsen. Wegen Überschuldung verkaufte Graf Ludwig von Hartig Neudek samt Gießhübel, Schöberitz und Priesnitz 1799 an Graf Johann Joseph von Stiebar.
1800 zählte Neudek 282 Häuser und ca. 1800 Einwohner. Der erste nicht adlige Besitzer der Herrschaft war der Großhändler Anton Waagner aus Leitmeritz, der Neudek 1810 erwarb. 1828 folgte der Großgrundbesitzer und Textilunternehmer Jakob Veith aus dem südböhmischen Wallern, der es seiner Tochter Anna,  die mit Heinrich Freiherr von Kleist (1797–1876) verheiratet war, vermachte.
1847 umfasste die Schutz- und Munizipalstadt 311 Häuser mit 2225 Einwohnern, von denen zwölf Häuser mit 84 Einwohnern den Schlossbezirk (vormals Humprechtsfeld) bildeten, eine Pfarrkirche, eine Schule, eine Begräbniskapelle am Gottesacker, ein herrschaftliches Schloss mit Amtsdirektion, ein herrschaftliches und ein städtisches Brauhaus, ein Jägerhaus, ein Rathaus, drei Einkehrhäuser, drei Wirtshäuser, eine Apotheke, ein Postamt und vier Mühlen. Abseits in der Einschicht Siehdichvor mit drei Häusern (vormals ein Vorwerk) lag ein obrigkeitliches Eisenwerk, zwei Stabhämmer und eine Löffelfabrik.
Nach der Revolution 1848/1849 wurde im Kaisertum Österreich die Erbuntertänigkeit und die Patrimonialgerichtsbarkeit aufgehoben und der Gerichtsbezirk Neudek gebildet. Eine Kommission, die im April 1851 in Neudek ihre Arbeit aufnahm, hatte zur Aufgabe eine Entschädigungsverhandlung mit der Stadt und den Dörfern durchzuführen. 
Am 1. März 1869 erhielt Anna von der Asseburg von ihrem Vater die Herrschaften Neudek und Tüppelsgrün. Sie gründete in Neudek die Anna-Bernhard-Waisenhausstiftung. Am 30. September 1881 verkaufte sie Neudek und Tüppelsgrün nebst dem Gut Oberchodau an den jüdischen Bankier Moritz Freiherr von Königswarter aus Wien und zog nach Ostböhmen. 
Im ausgehenden 19. Jahrhundert entwickelte sich die Stadt zu einem bedeutsamen Industriestandort. Hier waren u. a. die Eisenwerke AG Rothau-Neudek, Kammgarnspinnereien und Betriebe der Holz- und Papierfabrikation ansässig. Seit 1847 befand sich dort auch der Firmensitz der Spitzenfabrik Anton Gottschald & Comp., das als ältestes und bedeutendstes Unternehmen der Spitzenerzeugung im Kaisertum Österreich galt.

## 20. Jahrhundert
Neudek war seit 1910 Verwaltungssitz des Bezirks Neudek im Königreich Böhmen (). Nach dem Ersten Weltkrieg wurde Neudek 1919 der neu geschaffenen Tschechoslowakei zugeschlagen. Aufgrund des Münchner Abkommens, in dem die Integration des Sudetenlandes in das Deutschen Reich völkerrechtlich vereinbart wurde, gehörte Neudek von 1939 bis 1945 zum Landkreis Neudek, Regierungsbezirk Eger, im Reichsgau Sudetenland.
Vor 1945 gehörten die Siedlungen Galgenberg, Grund, Hahnberg, Hahnhäuser, Hochtanne, Limnitz und Seifertberg zu Neudek. Während 1830 hier 1978 Einwohner lebten, erhöhte sich die Bevölkerungszahl bis 1939 auf 8441. Bei der Volkszählung 1930 hatte Neudek 9042 Einwohner (davon 269 Tschechen). Die Mehrzahl der Einwohner war römisch-katholisch (7853), 345 evangelisch und 56  Angehörige der jüdischen Religion.
Aufgrund der Beneš-Dekrete wurden die deutschen Bewohner 1945 vertrieben. Ihr Vermögen wurde durch das Beneš-Dekret 108 konfisziert, das Vermögen der evangelischen Kirche durch das Beneš-Dekret 131 liquidiert und die katholischen Kirchen enteignet. Der damals noch selbstständige Markt Göggingen übernahm 1954 die Patenschaft für alle aus der Stadt und dem Landkreis Neudek vertriebenen Deutschen, die nach der Eingemeindung Göggingens nach Augsburg im Rahmen der deutschen Gebietsreform von 1972 von der Fuggerstadt fortgeführt wurde. 1984 wurde dort das Heimatmuseum für Stadt und Landkreis Neudek eingerichtet.

## Einwohnerentwicklung
| Jahr | Einwohner | Anmerkungen                                          |
| ---- | --------- | ---------------------------------------------------- |
| 1783 | 0 k. A.   | 258 Häuser                                           |
| 1830 | 1978      | in 305 Häusern                                       |
| 1847 | 2225      | in 311 Häusern, darunter drei israelitische Familien |
| 1869 | 2865      |                                                      |
| 1880 | 3404      |                                                      |
| 1890 | 3574      |                                                      |
| 1900 | 4740      | deutsche Einwohner                                   |
| 1910 | 6937      |                                                      |
| 1921 | 6995      | davon 6753 (97 %) Deutsche                           |
| 1930 | 9042      | davon 269 (3 %) Tschechen                            |
| 1939 | 8448      | [ 19 ]                                               |

| Jahr      | 1950 1 | 1961 2 | 1970 2 | 1980 3 | 1991 3 | 2001 3 | 2011 3 | 2016 3 |
| Einwohner | 6404   | 7317   | 7929   | 8893   | 8180   | 8600   | 8145   | 7990   |

## Verkehr

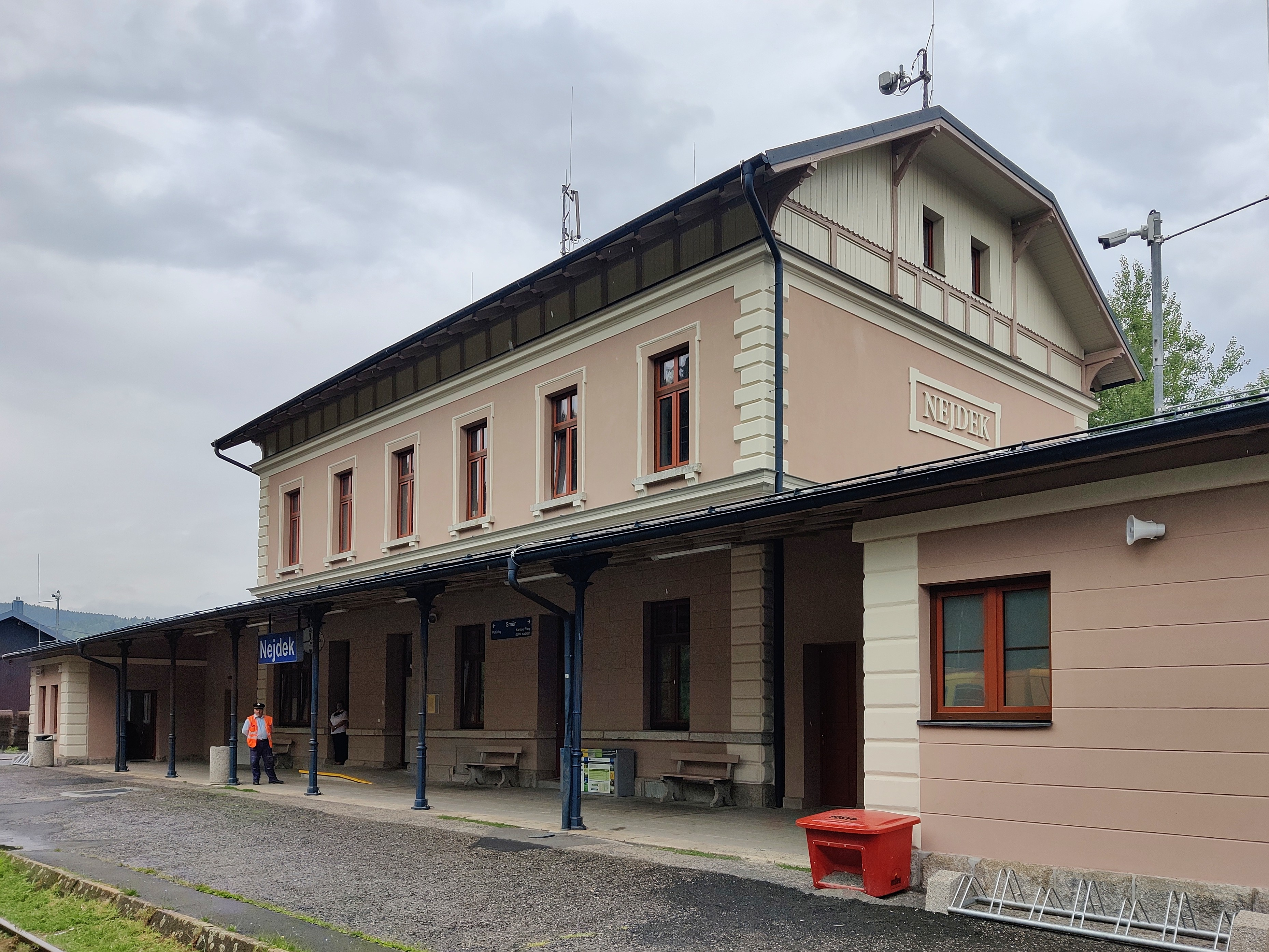
Bahnhof Nejdek

- Neudek erhielt 1881 Eisenbahnanschluss nach Chodov (Chodau). Im Jahre 1899 wurde die Bahnstrecke Karlsbad–Johanngeorgenstadt eröffnet, womit die Stadt Anschluss an das benachbarte Sachsen erhielt.
- 1913 wurden die Straßen nach Schwarzenbach (Černava) und Bärringen (Pernink) neu angelegt.
- 1926 wurde eine Buslinie über Hochofen (Vysoká Pec) und Trinksaifen (Rudné) nach Frühbuß (Přebuz) eröffnet.

## Wirtschaft
Mit ca. 1500 Mitarbeitern ist Witte Nejdek spol. s r.o. der größte Arbeitgeber der Stadt. In den Hallen am alten Busbahnhof werden Schließsysteme für mehrere europäische Automobilhersteller produziert. Witte Nejdek ist ein Tochterunternehmen des deutschen Unternehmens Witte Automotive.

## Sehenswürdigkeiten (Auswahl)

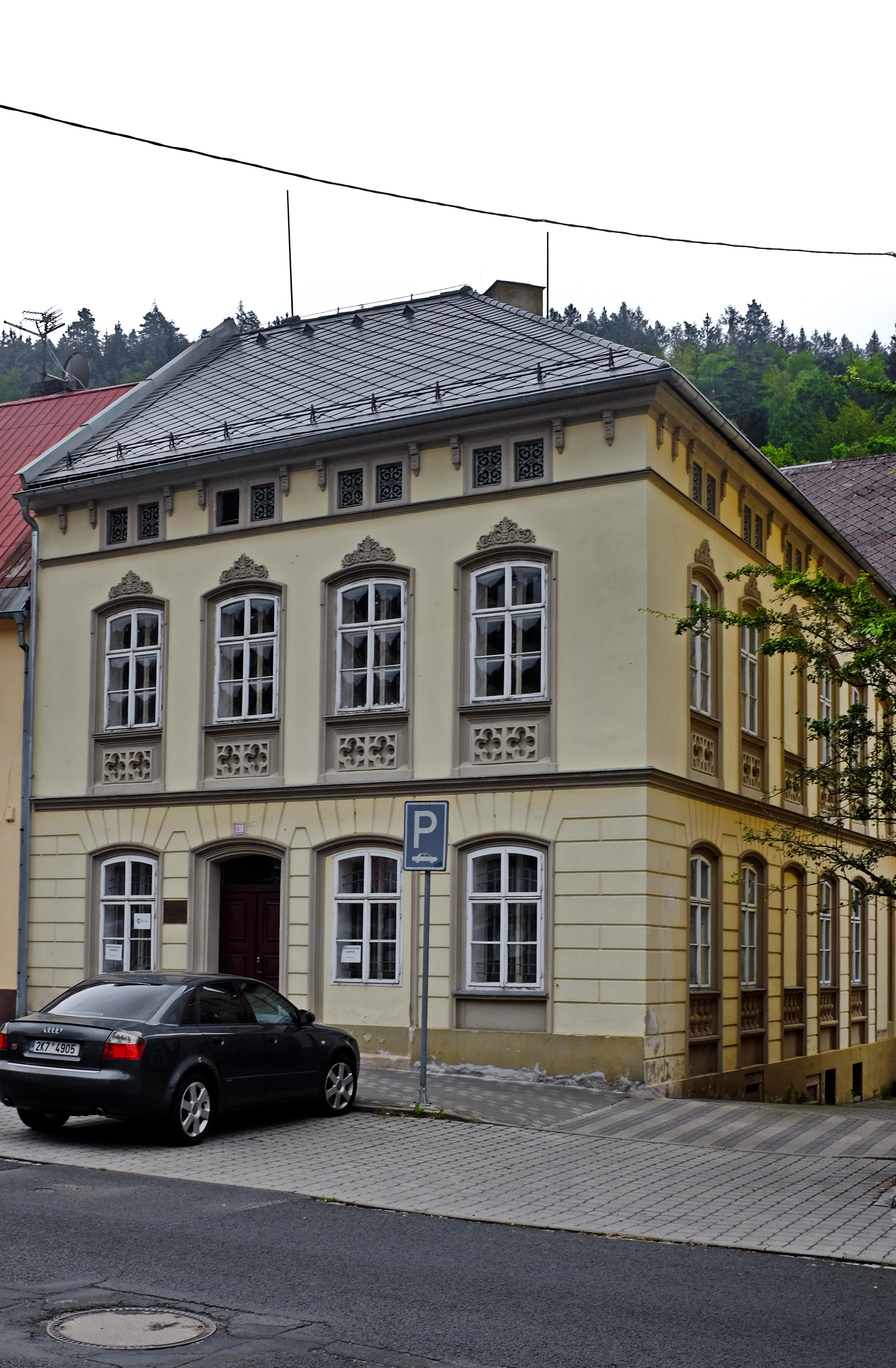
Stadtmuseum

- Stadtmuseum mit Ausstellung zur Volkskunde des Erzgebirges (Náměstí Karla IV. 238)
- Reste der Burg Neudek, besteigbarer Wartturm auf einem Felsen und Umfassungsmauer mit Tor
- Neues Schloss Neudek (1653 fertiggestellt)
- Römisch-katholische Pfarrkirche St. Martin (1755–1757 errichtet)
- Evangelische Erlöserkirche (1903–1904 erbaut)
- Dreifaltigkeits- oder Pestsäule von 1715
- Aussichtsturm auf dem 977 m hohen Tisovský vrch (Peindlberg)

## Partnerstädte
- Augsburg-Göggingen, Deutschland
- Johanngeorgenstadt, Deutschland